# Google Sandbox
Es un efecto observado, que postula un sistema de filtrado especial de Google en su algoritmo, que hace que las páginas web de nueva creación no aparezcan, o aparezcan en posiciones muy inferiores, en los resultados de búsqueda, aun estando muy especializadas para ciertas palabras clave, o teniendo muchos enlaces entrantes.
La explicación teórica supone que Google predice que no es normal que un sitio de reciente creación, tenga muchos enlaces entrantes en sus primeras semanas de vida, por lo que debe ser automáticamente retirado de los primeros puestos de las búsquedas. De esta manera, Google parece establecer un periodo de pruebas para comprobar si el sitio web puede o no, conseguir más enlaces y relevancia, de manera normal.

## Historia y controversia
El Sandbox de Google es un fenómeno que la gente viene observando desde 2004, en el ranking de páginas web que se muestra en las búsquedas llevadas a cabo por Google. Es un tema de mucho debate, y su existencia no ha sido confirmada, hasta el punto de que algunos observadores afirman que han captado el efecto contrario a lo que se predice.
El fenómeno observado es que Google reduce temporalmente el PageRank de los nuevos dominios, atrapados en lo que se llama su sandbox, en un intento por parte de Google, de contrarrestar algunas técnicas de posicionamiento en buscadores, que intentan manipular la clasificación del resultado de búsquedas mediante la creación de gran cantidad de vínculos entrantes a una nueva página web desde otras creadas antes que el propio sitio.
También se ha observado un fenómeno inverso («reverse sandbox»), por el cual ciertas páginas de reciente creación, y aún sin enlaces entrantes (por ejemplo, la sección "Novedades" en una tienda de libros), pero con buenos contenidos, ven aumentado temporalmente su pagerank, para favorecer la construcción de la World Wide Web.
Fuentes en Google han afirmado que aunque «haya algunas cosas en el algoritmo que puedan ser percibidas como una sandbox, esa conjetura no se puede extrapolar a todas las industrias»; aun así, el hecho de que Google no haya declarado explícitamente la presencia de un filtro sandbox, el efecto en sí causado, es completamente real.

## Saber si se está bajo elsandbox
No existe un método oficial, en tanto que no existe confirmación por parte de Google de la existencia del sandbox, pero hay varias maneras de estudiar si un sitio web en concreto, está bajo los efectos del filtro tal y como se ha postulado:
- Si poco después de la creación del sitio en cuestión, se observa que éste aparece en una posición determinada, y después de algunos días, la posición del mismo en las búsquedas, cae notablemente, muy probablemente sea debido al efecto del sandbox.[3]
- Mediante comparación entre los resultados de búsqueda de las palabras clave de ese sitio, en una búsqueda normal, y otra búsqueda del tipo: «allinanchor:palabra_clave». Si existe una gran discrepancia entre las posiciones del sitio a estudio, dadas por ambas búsquedas, en perjuicio de la búsqueda normal, es posible que sea debido a que el sitio, está bajo los efectos del sandbox.
- Si la araña del buscador (Googlebot), aparece en los registros de accesos del sitio (es decir, está indexado), pero no aparece el dominio del sitio en una búsqueda normal, es muy posible, que sea debido a que aún está en el sandbox de Google.[3]

## Duración del efecto, y su evasión
No se ha constatado la duración del efecto durante un tiempo fijo en todos los casos, sino que ha variado en una y otras observaciones. Se ha observado que influye la relevancia de las páginas que suministran los enlaces entrantes, y el número de estos, pero no se ha podido establecer una regla fija.
Por este motivo, no existen formas de forzar la salida del sandbox, y tampoco formas de evitar caer en él con una página de reciente creación. A este respecto, la manera que parece más eficaz de evitarlo, sería comprar un dominio ya existente, y que ya haya pasado su periodo en la sandbox (aunque si el dominio comprado, pertenecía a un sector de información distinto al nuevo, ese hecho traería problemas asociados).